# Paradrymonia
Paradrymonia, rod iz porodice gesnerijevki rasprostranjen od Hondurasa na jug u Južnu Ameriku, do Perua, Bolivije i8 sjevernog Brazila, Pripada mu devet vrsta 
Dio je podtribusa Columneinae.

## Etimologija
Ime roda dolazi od grčkog παρα, para = pored, blizu, i generičkog naziva Drymonia.

## Opis roda
To su kopnene biljke, polugrmovi i loze usko povezan s rodovima Nautilocalyxom, Chrysothemisom i novouskrslim rodovima Centrosolenia i Trichodymonia. Stabljike su uspravne, uzdižu se ili se penju, često sukulentne. Listovi izofilni do jako anizofilni (ponekad u jednoj koloniji vrste), često (kod kopnenih vrsta) zbijeni i tvore rozetu, obično veliki i nadmašuju kratku stabljiku, obično lancetasti, opnasti do mesnati. Cvatovi aksilarni, obično zgusnuti, mnogocvjetni plodovi, rijetko prelaze duljinu peteljke, cvjetovi često u zbijenom grozdu pri tlu ili skriveni lišćem. Čašični listovi slobodni, ravni ili lancetasti. Vjenčić bijel ili žut s crvenim ili ljubičastim mrljama ili linijama, lijevkast ili trubast, pri dnu izbočen. Prašnika 4; prašnici koherentni; otklanjanje uzdužnim prorezom. Nektarij od 1 ili 2 žlijezde. Jajnik gornji. Plod kapsula. Broj kromosoma: 2n = 18. 

## Vrste
1. Paradrymonia badia Feuillet, L. E. Skog & Barabé
2. Paradrymonia barbata Feuillet & L. E. Skog
3. Paradrymonia buchtienii (Mansf.) Wiehler
4. Paradrymonia campostyla (Leeuwenb.) Wiehler
5. Paradrymonia ciliosa (Mart.) Wiehler
6. Paradrymonia decurrens (C. V. Morton) Wiehler
7. Paradrymonia glandulosa Feuillet
8. Paradrymonia hamata Feuillet
9. Paradrymonia hansteiniana (Mansf.) Wiehler
10. Paradrymonia longifolia (Poepp.) Wiehler
11. Paradrymonia lutea Feuillet
12. Paradrymonia prististoma Wiehler
13. Paradrymonia tepui Feuillet
14. Paradrymonia vivianensis R. Rojas & M. M. Mora
15. Paradrymonia yatua Feuillet